# Orja Luka
Orja Luka är en ort i Montenegro. Den ligger i den centrala delen av landet. Orja Luka ligger 81 meter över havet. och antalet invånare är 196.
Terrängen runt Orja Luka är varierad. Orja Luka ligger nere i en dal. Närmaste större samhälle är Danilovgrad, 5,8 km öster om Orja Luka. Omgivningarna runt Orja Luka är en mosaik av jordbruksmark och naturlig växtlighet.